# باول إليمان
باول إليمان (بالإنجليزية: Paul Elliman)‏ هو مصمم بريطاني، ولد في 1961.